# NGC 7733
NGC 7733 ist eine Balken-Spiralgalaxie mit aktivem Galaxienkern vom Hubble-Typ SBb im Sternbild Tukan am Südsternhimmel. Sie ist schätzungsweise 449 Millionen Lichtjahre von der Milchstraße entfernt und hat einen Durchmesser von etwa 175.000 Lj.
Gemeinsam mit NGC 7734 bildet sie eine interagierendes Galaxienpaar.
Das Objekt wurde am 2. November 1834 von John Herschel entdeckt.